# Jenbach
Jenbach är en ort och kommun i förbundslandet Tyrolen i Österrike. Kommunen har 7 600 invånare (2024), på en yta av 15,23 km². Jenbach ligger vid floden Inn.